# Mascatekriget
Mascatekriget eller Guerra dos Mascates (portugisiska) var en väpnad konflikt som utkämpades mellan rivaliserande portugisiska handelsmän i Olinda och Recife, Pernambuco, Portugisiska Amerika under perioden 1710-1711.
När kriget slutade fick de koloniala myndigheterna slutligen gripa in. Recife och Olinda skulle i fortsättningen behandlas lika.